# Paraleptophlebia
Genre
Paraleptophlebia est un genre d'insectes appartenant à l'ordre des éphéméroptères et à la famille des Leptophlebiidae.

## Liste d'espèces
Selon ITIS (7 août 2010) :
- Paraleptophlebia adoptiva (McDunnough, 1929)
- Paraleptophlebia altana Kilgore & Allen, 1973
- Paraleptophlebia aquilina Harper & Harper, 1986
- Paraleptophlebia assimilis (Banks, 1914)
- Paraleptophlebia associata (McDunnough, 1924)
- Paraleptophlebia bicornuta (McDunnough, 1926)
- Paraleptophlebia brunneipennis (McDunnough, 1924)
- Paraleptophlebia cachea Day, 1954
- Paraleptophlebia calcarica Robotham & Allen, 1988
- Paraleptophlebia californica Traver, 1934
- Paraleptophlebia clara (McDunnough, 1933)
- Paraleptophlebia debilis (Walker, 1853)
- Paraleptophlebia falcula Traver, 1934
- Paraleptophlebia georgiana Traver, 1934
- Paraleptophlebia gregalis (Eaton, 1884)
- Paraleptophlebia guttata (McDunnough, 1924)
- Paraleptophlebia helena Day, 1952
- Paraleptophlebia heteronea (McDunnough, 1924)
- Paraleptophlebia jeanae Berner, 1955
- Paraleptophlebia jenseni McCafferty & Kondratieff, 1999
- Paraleptophlebia kirchneri Kondratieff & Durfee, 1994
- Paraleptophlebia memorialis (Eaton, 1884)
- Paraleptophlebia moerens (McDunnough, 1924)
- Paraleptophlebia mollis (Eaton, 1871)
- Paraleptophlebia ontario (McDunnough, 1926)
- Paraleptophlebia packii (Needham, 1927)
- Paraleptophlebia placeri Mayo, 1939
- Paraleptophlebia praepedita (Eaton, 1884)
- Paraleptophlebia quisquilia Day, 1952
- Paraleptophlebia rufivenosa (Eaton, 1884)
- Paraleptophlebia sculleni Traver, 1934
- Paraleptophlebia sticta Burks, 1953
- Paraleptophlebia strigula (McDunnough, 1932)
- Paraleptophlebia swannanoa (Traver, 1932)
- Paraleptophlebia temporalis (McDunnough, 1926)
- Paraleptophlebia traverae McCafferty & Kondratieff, 1999
- Paraleptophlebia vaciva (Eaton, 1884)
- Paraleptophlebia volitans (McDunnough, 1924)
- Paraleptophlebia zayante Day, 1952

Autre espèce selon NCBI (31 mars 2012) :
- Paraleptophlebia submarginata